# Heroes of Might and Magic III: The Shadow of Death
Heroes of Might and Magic III: The Shadow of Death este a doua continuare a jocului video de strategie pe ture Heroes of Might and Magic III. A fost produs de New World Computing pentru Microsoft Windows și distribuit de the 3DO Company în 2000. Shadow of Death este o continuare de sine stătătoare a jocului care include și jocul original.  

## Schimbări
Shadow of Death include șapte campanii noi cu setări de dificultate ajustabile. Continuarea mai conține 12 super-artefacte noi care se pot construi cu alte artefacte vechi, o echilibrare minoră a orașelor, opt tipuri noi de teren proiectate pentru a schimba unele atribute ale eroilor, cum ar fi moralul sau norocul. Fiecare aliniament nu suferă schimbări noi în această continuare. În plus, apare al cincilea loc pentru artefacte în echipamentul eroului. Apar zece tipuri noi de monoliți de teleportare (dus-întors sau doar dus). De asemenea editorul de hărți este îmbunătățit, cuprinzând portrete noi pentru patru noi eroi folosiți în campanii - Sandro, Finneas, Yog și Gem - precum și alte opțiuni modificabile.
Schimbările din Armageddon's Blade rămân ascunse, cum ar fi orașul Conflux, dar sunt disponibile după ce o versiune a celeilalte continuări este detectată în calculator.

## Povestea

Sandro Necromantul, cel care se află în centrul poveștii din campania Rise of the Necromancer

Campania din The Shadow of Death este o continuare (en. prequel) atât pentru Might and Magic VI: The Mandate of Heaven cât și pentru Heroes III: The Restoration of Erathia. Povestirea se învârte în jurul eroului Sandro Necromantul, cel care a ajuns de curând pe continentul Antagarich ca urmare a evenimentelor din Heroes of Might and Magic II. Sandro are un plan de reconstrucție a două puternice artefacte antice, artefacte folosite la necromanție. El folosește magia iluziei pentru a lua forma unei ființe umane vii, pentru a-și ascunde adevărata natură.
Mai întâi Sandro îi convinge pe vrăjitoarea Gem și pe barbarul Crag Hack să caute piesele a două artefacte și să i le aducă în scopul unor recompense. Necunoscând adevărata natură a lui Sandro, ei sunt de acord să-l ajute luând piesele de la alți necromanți. Sandro, cu toate bucățile, creează două artefacte puternice: Mantia Regelui Nemort (engleză the Cloak of the Undead King) și Armura Damnaților (engleză the Armor of the Damned).
Cu Mantia și Armura în posesia sa, Sandro se răzbună în luptă contra fostului său maestru, vrăjitorul Ethric, înaintând tot mai mult în Deyja, ținutul nemorților. Aici pune pe tron un rege marionetă, pe Finneas Vilmar, reușind să controleze politic tot ținutul nemorților. Mai departe el plănuiește să supună întreg continentul. 
După o perioadă, în mijlocul bătăliei contra nemorților, eroii Gem, Gelu, Yog și Crag Hack se unesc pentru a lupta contra amenințării. Ei stabilesc să se întâlnească în câmpiile din Bragden, dar cad într-o ambuscadă provocată de Sandro însuși și sunt forțați să fugă. Mai târziu, după ce își adună iar trupele, Yog decide să găsească componentele artefactului Alianța Angelică (engleză the Angelic Alliance), o sabie foarte puternică care să-i ajute în lupta contra necromanților. Echipa eroilor decide să caute împreună componentele artefactului și reușesc să refacă sabia. Cu ajutorul ei împing înapoi în Deyja trupele nemorților și reușesc să-l învingă pe Sandro. După războaie, Gelu este ales următorul căpitan, gardian al pădurii, ca o referire la povestea din Heroes of Might and Magic III: Armageddon's Blade. Eroii încă odată ascund bucățile artefactelor necromante în cele patru zări. 
O companie bonus este disponibilă după înfrângerea lui Sandro. Necromanții plănuies o a doua invazie, de data asta ținta lor fiind pământurile Erathiei. Cu ajutorul Lordului Haart, ei îl otrăvesc pe regele Nicolas Gryphonheart, formând o alianță între Deyja, Kreegan și Nighon împotriva ținuturilor oamenilor. Totuși el este atras în capcană și întemnițat de chiar regele său marionetă, Finneas Vilmar, cel care conduce invazia Erathiei, invazie care are loc în timpul acțiunii din Heroes III: The Restoration of Erathia.

## Recepția
The Shadow of Death a avut o primire călduroasă din partea criticii, cu note foarte mari. A fost lăudat pentru îmbunătățirile aduse editorului de hărți și pentru faptul că nu necesită, la instalare, o copie a jocului original. A fost criticat pentru lipsa de conținut nou în afară de schimbările pentru modul single-player.
| Reviews       | Reviews   | Reviews   |
| ------------- | --------- | --------- |
| Eurogamer     | 8 of 10   | 8 of 10   |
| Game Rankings | 79%       | 79%       |
| GameSpot      | 7.0 of 10 | 7.0 of 10 |
| GameSpy       | 87 of 100 | 87 of 100 |
| IGN           | 9.0 of 10 | 9.0 of 10 |
| MobyGames     | 78 of 100 | 78 of 100 |